# General Enrique Estrada
General Enrique Estrada är en ort i Mexiko.   Den ligger i kommunen General Enrique Estrada och delstaten Zacatecas, i den centrala delen av landet, 500 km nordväst om huvudstaden Mexico City. General Enrique Estrada ligger 2 151 meter över havet och antalet invånare är 3 461.
Terrängen runt General Enrique Estrada är en högslätt. Runt General Enrique Estrada är det ganska tätbefolkat, med 58 invånare per kvadratkilometer. Närmaste större samhälle är Víctor Rosales, 6,8 km sydost om General Enrique Estrada. Trakten runt General Enrique Estrada består till största delen av jordbruksmark.